# Нью-Форест (район)
Нью-Форест (англ. New Forest) — неметрополитенский район (англ. non-metropolitan district) в графстве Гэмпшир (Англия). Административный центр — деревня Линдхерст.

## География
Район расположен в юго-западной части графства Гэмпшир, граничит с графствами Уилтшир и Дорсет, на юге выходит на побережье пролива Те-Солент.

## История
Район образован 1 апреля 1974 года в результате объединения боро Лимингтон и сельских районов (англ. Rural District) Нью-Форест и частично Рингвуд-энд-Фордингбридж.

## Состав
В состав района входят 5 городов:
- Лимингтон
- Нью-Милтон
- Рингвуд
- Тоттон-энд-Элинг
- Фордингбридж

и 32 общины (англ. civil parish).